# Женская сборная Азербайджана по баскетболу 3×3
Женская сборная Азербайджана по баскетболу 3×3 представляет Азербайджан на международных соревнованиях по баскетболу 3×3. Управляющим органом является Федерация баскетбола Азербайджана.
По состоянию на 6 сентября 2024, женская сборная Азербайджана по баскетболу 3×3 занимает 80-е место в мировом рейтинге ФИБА женских сборных по баскетболу 3×3.

## Соревнования

### Чемпионат мира 2025
Сборная участвует в отборочном турнире к чемпионату мира. Турнир проходит 24 и 25 мая 2025 года в Баку.
В первом матче 24 мая сборная одержала победу над Египтом (14:12).
Второй матч пройдёт против сборной Латвии.

## Тренеры
- Ратомир Делич (2025)[5]

## Результаты выступлений
| Турнир                             | Золото | Серебро | Бронза | Всего |
| ---------------------------------- | ------ | ------- | ------ | ----- |
| Олимпийские игры                   | —      | —       | —      | —     |
| Чемпионат Европы по баскетболу 3x3 | —      | —       | —      | —     |
| Европейские игры                   | —      | —       | —      | —     |
| Игры исламской солидарности        | 2      | 0       | 0      | 2     |
| Итого                              | 2      | 0       | 0      | 2     |

### Летние Олимпийские игры
| Год        | Место          | Игры           | Победы         | Поражения      | Состав команды                                                       |
| ---------- | -------------- | -------------- | -------------- | -------------- | -------------------------------------------------------------------- |
| 2020       | не участвовали | не участвовали | не участвовали | не участвовали | не участвовали                                                       |
| Париж 2024 | 7              | 7              | 2              | 5              | Мерседес Уолкер, Александра Молленхауэр, Дина Ульянова, Тиффани Хейз |

### Чемпионат Европы по баскетболу 3x3
| Год       | Место          | Игры           | Победы         | Поражения      | Состав команды                                                            |
| --------- | -------------- | -------------- | -------------- | -------------- | ------------------------------------------------------------------------- |
| 2014—2023 | не участвовали | не участвовали | не участвовали | не участвовали | не участвовали                                                            |
| Вена 2024 | 11             | 2              | 0              | 2              | Татьяна Денискина, Александра Молленхауэр, Дина Ульянова, Мерседес Уолкер |

### Европейские игры
| Год       | Место          | Игры           | Победы         | Поражения      | Состав команды                                              |
| --------- | -------------- | -------------- | -------------- | -------------- | ----------------------------------------------------------- |
| Баку 2015 | 6              | 5              | 3              | 2              | Татьяна Денискина, Тиффани Хейз, Эника Генри, Дина Ульянова |
| 2019—2023 | не участвовали | не участвовали | не участвовали | не участвовали | не участвовали                                              |

### Игры исламской солидарности
| Год        | Место | Игры | Победы | Поражения | Состав команды                                                            |
| ---------- | ----- | ---- | ------ | --------- | ------------------------------------------------------------------------- |
| Баку 2017  | 1     | 6    | 5      | 1         | Александра Молленхауэр, Татьяна Денискина, Дина Ульянова, Мерседес Уолкер |
| Конья 2021 | 1     | 5    | 5      | 0         | Татьяна Денискина, Тиффани Хейз, Александра Молленхауэр, Дина Ульянова    |